# Münstermann (Patriziergeschlecht)

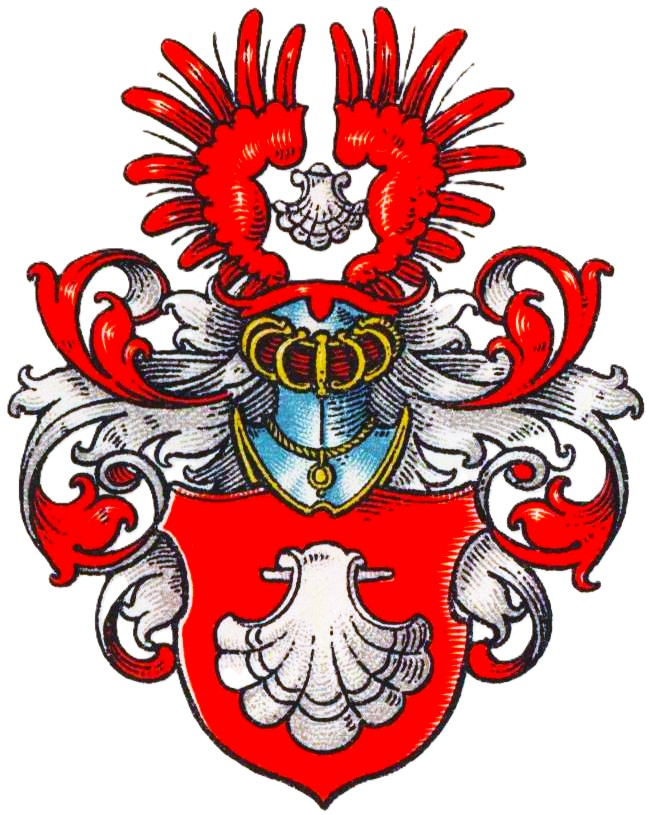
Wappen der Münstermann im Wappenbuch des Westfälischen Adels

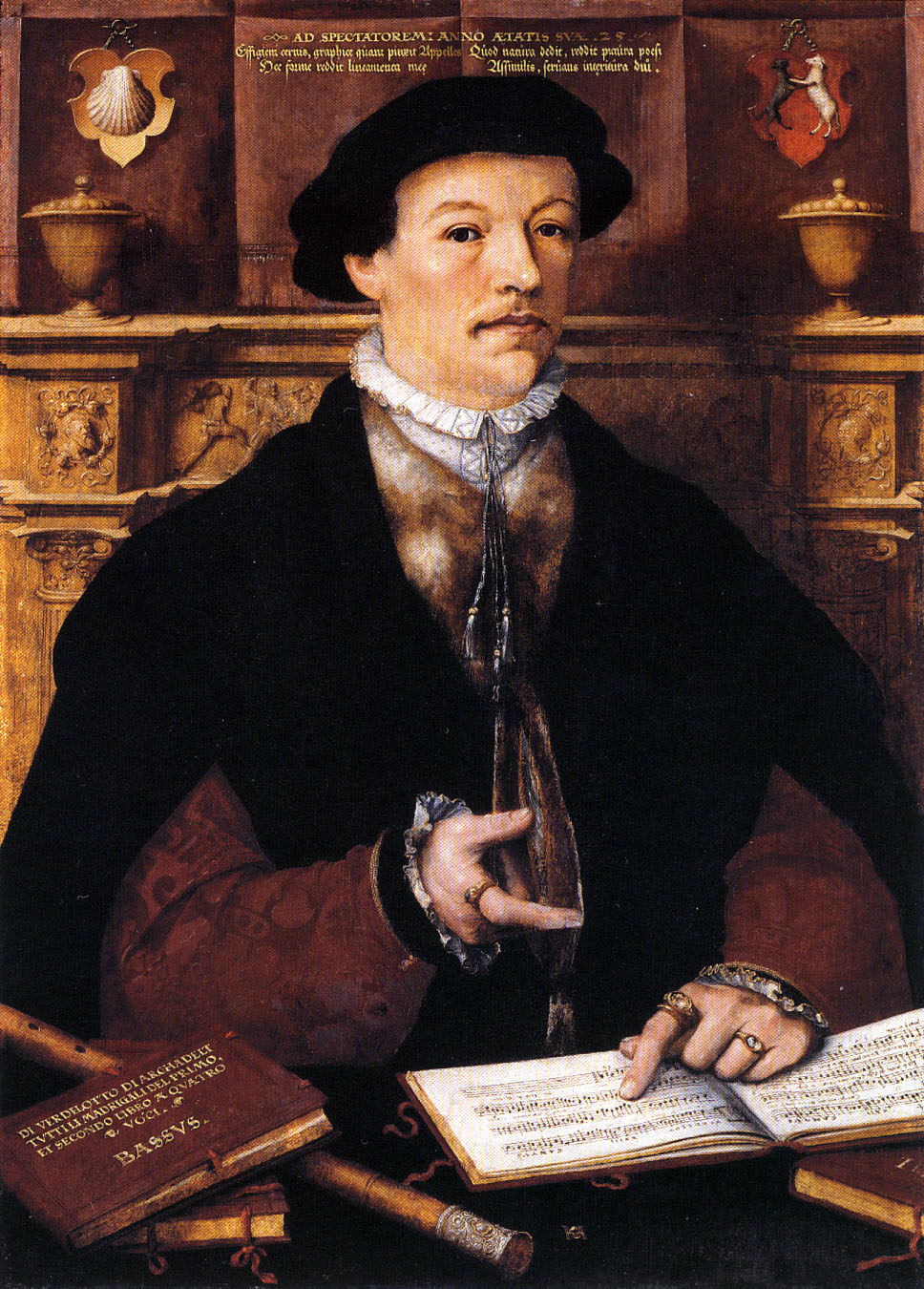
Bildnis von Johannes Münstermann mit väterlichem Wappen oben links (Ölgemälde, Hermann tom Ring, 1547)

Münstermann ist der Name eines westfälischen Patriziergeschlechts. 
Die Familie ist zu unterscheiden von dem wappenverschiedenen, nicht stammverwandten Briefadelsgeschlecht Münstermann.

## Geschichte
Das Geschlecht zählte zum Patriziat der Stadt Münster. 1511 erscheinen sowohl ein Diderich Münsterman, 1515 Münsteraner Ratsmann, und seine Frau Gerdrud als auch ein Henrich Münsterman und seine Frau Gerdrut, als Bürger zu Münster und Rentenkäufer.
1567 starb Hinrich Münstermann, der in zweiter, kinderloser Ehe mit Klara Coesfeld verheiratet war. Zuvor war er mit Stine Lietken verheiratet und hatte aus dieser Ehe einen Sohn namens Johann Münstermann. Hinrich Münstermann hinterließ ferner folgende Geschwister: Klara Münstermann, mit einem Hansouwe verheiratet, Philipp Münstermann (1583 bereits verstorben), der mit Catharina Plönies bereits eine Tochter namens Richmont hatte, die in das Kloster Ringe ging und urkundlich bis 1625 erscheint, Dietrich Münstermann, Ratsherr und ehemaliger Bürgermeister, der von Hinrich das Gut Hoynck in St. Mauritz und den Bruenshof im Kirchspiel Dolberg erben sollte, und Barthold Münstermann (urkundlich bis 1606; 1608 bereits tot), Kanoniker an Martini.
1547 malte Hermann tom Ring den Johannes Münstermann in Öl. Johannes Münstermann, ab 1544 Jurastudent in Köln und 1551 in einer Erbauseinandersetzung seiner Geschwister schon nicht mehr erwähnt, war ein Sohn vom oben bereits erwähnten Dietrich Münstermann Senior, 1524 Kämmerer und 1526–1533 sowie 1541 Münsteraner Bürgermeister. Dietrich Münstermann war in dritter Ehe mit Richmont Dreihus verheiratet, deren Familienwappen mit Lamm und Wolf auf Bild oben rechts dargestellt ist. Die Eheleute, die umfangreichen Besitz u. a. im Kirchspiel Velen, Bauerschaft Nordvelen hatten und 1567 ihr Testament verfassten, hinterließen folgende Kinder:
- Klara Münstermann ⚭ Johann Bolandt, Bürgermeister in Coesfeld, besaßen Häuser in Coesfeld und Münster
- Heinrich Münstermann
- Anna Münstermann ⚭ Wilbrand Baeken, Bürger zu Coesfeld (urkundlich noch 1616)
- Dietrich Münstermann Junior († 1601 in Livland), Münsteraner Ratsherr und Richter in Münster, ⚭ Anna von Stöve († ca. 1591). Die Eheleute hatten mehrere Kinder.

Laut Max von Spießen soll das Geschlecht „bald nach 1600“ erloschen sein. Verschiedene Familienmitglieder erscheinen aber noch bis Ende des 17. Jahrhunderts. Jurist Philipp Münstermann zum Velthaus († ca. 1608), Sohn von Barthold Münstermann und der Katharina Havickhorst († 1644), war sowohl mit Katharina von Soest († 1640), verwitwete von Dungell, als auch zuvor mit einer Maria Huick in Münster verheiratet. Aus letzterer Ehe entstammten zwei Söhne, Johann und Dietrich Münstermann, sowie eine Tochter, Agnes Münstermann († 1693), die wiederum in erster Ehe mit Christian Weddeckinck, tecklenburgischer Hofgerichtsprokurator und Fiskus, und in zweiter Ehe mit Johann von Beisten, Richter zu Rheine und Bevergern, verheiratet war.

## Wappen
Blasonierung: In Rot eine silberne Muschel. Auf dem Helm mit rot-silbernen Helmdecken ein offener roter Flug, dazwischen die silberne Muschel.